# EA Digital Illusions CE
EA Digital Illusions Creative Entertainment AB (EA DICE, sau doar DICE) este o companie dezvoltatoare de jocuri video din Suedia fondată în 1992 și deținută în totalitate de Electronic Arts din 2006. Este cel mai bine cunoscută pentru seria de jocuri video Battlefield și Mirror's Edge.

## Jocuri dezvoltate
| An   | Titlu                                     | Platform(e)                                                                  |
| ---- | ----------------------------------------- | ---------------------------------------------------------------------------- |
| 1992 | Pinball Dreams                            | Amiga                                                                        |
| 1992 | Pinball Fantasies                         | Amiga, Amiga CD32                                                            |
| 1993 | Amiganoid                                 | Amiga                                                                        |
| 1994 | Benefactor                                | Amiga, Amiga CD32                                                            |
| 1995 | Pinball Illusions                         | Amiga, Amiga CD32, MS-DOS                                                    |
| 1997 | True Pinball                              | PlayStation, Sega Saturn                                                     |
| 1997 | S40 Racing                                | Microsoft Windows                                                            |
| 1998 | Motorhead                                 | Microsoft Windows, PlayStation                                               |
| 1999 | Swedish Touring Car Championship          | Microsoft Windows                                                            |
| 2000 | Swedish Touring Car Championship 2        | Microsoft Windows                                                            |
| 2000 | Riding Champion: Legacy of Rosemond Hill  | Microsoft Windows                                                            |
| 2000 | Michelin Rally Masters: Race of Champions | Microsoft Windows, PlayStation                                               |
| 2000 | NASCAR Heat                               | PlayStation                                                                  |
| 2002 | RalliSport Challenge                      | Microsoft Windows, Xbox                                                      |
| 2002 | Pryzm: Chapter One — The Dark Unicorn     | PlayStation 2                                                                |
| 2002 | Battlefield 1942                          | macOS, Microsoft Windows                                                     |
| 2002 | V8 Challenge                              | Microsoft Windows                                                            |
| 2003 | Battlefield 1942: The Road to Rome        | macOS, Microsoft Windows                                                     |
| 2003 | Midtown Madness 3                         | Xbox                                                                         |
| 2003 | Battlefield 1942: Secret Weapons of WWII  | macOS, Microsoft Windows                                                     |
| 2004 | RalliSport Challenge 2                    | Xbox                                                                         |
| 2005 | Battlefield 2                             | Microsoft Windows                                                            |
| 2005 | Battlefield 2: Modern Combat              | PlayStation 2, Xbox, Xbox 360                                                |
| 2006 | Battlefield 2142                          | macOS, Microsoft Windows                                                     |
| 2008 | Battlefield: Bad Company                  | PlayStation 3, Xbox 360                                                      |
| 2008 | Mirror's Edge                             | Microsoft Windows, PlayStation 3, Xbox 360                                   |
| 2009 | Battlefield Heroes                        | Microsoft Windows                                                            |
| 2009 | Battlefield 1943                          | PlayStation 3, Xbox 360                                                      |
| 2010 | Battlefield: Bad Company 2                | iOS, Microsoft Windows, PlayStation 3, Xbox 360                              |
| 2010 | Need for Speed: Hot Pursuit               | Android, iOS, Microsoft Windows, PlayStation 3, Wii, Windows Phone, Xbox 360 |
| 2010 | Battlefield Online                        | Microsoft Windows                                                            |
| 2010 | Medal of Honor                            | Microsoft Windows, PlayStation 3, Xbox 360                                   |
| 2011 | Battlefield Play4Free                     | Microsoft Windows                                                            |
| 2011 | Battlefield 3                             | iOS, Microsoft Windows, PlayStation 3, Xbox 360                              |
| 2013 | Battlefield 4                             | Microsoft Windows, PlayStation 3, PlayStation 4, Xbox 360, Xbox One          |
| 2015 | Star Wars Battlefront                     | Microsoft Windows, PlayStation 4, Xbox One                                   |
| 2016 | Mirror's Edge Catalyst                    | Microsoft Windows, PlayStation 4, Xbox One                                   |
| 2016 | Battlefield 1                             | Microsoft Windows, PlayStation 4, Xbox One                                   |
| 2017 | Star Wars Battlefront II                  | Microsoft Windows, PlayStation 4, Xbox One                                   |
| 2018 | Battlefield V                             | Microsoft Windows, PlayStation 4, Xbox One                                   |
| 2019 | Ultracore                                 | Mega Sg, Nintendo Switch, PlayStation 4 și PlayStation Vita                  |
| 2021 | Battlefield 2042                          | Microsoft Windows, PlayStation 4, PlayStation 5, Xbox One și Xbox Series     |

### DICE Canada
| An   | Titlu                                     | Platform(e)       |
| ---- | ----------------------------------------- | ----------------- |
| 2001 | JumpStart Dino Adventure Field Trip       | Game Boy Color    |
| 2001 | JumpStart Wildlife Safari Field Trip      | PlayStation       |
| 2001 | Diva Starz: Mall Mania                    | Game Boy Color    |
| 2001 | Shrek                                     | Xbox              |
| 2002 | Shrek Extra Large                         | GameCube          |
| 2002 | The Land Before Time: Big Water Adventure | PlayStation       |
| 2002 | Secret Agent Barbie: Royal Jewel Mission  | Game Boy Advance  |
| 2002 | Barbie: Groovy Games                      | Game Boy Advance  |
| 2003 | Barbie: Gotta Have Games                  | PlayStation       |
| 2004 | Battlefield Vietnam                       | Microsoft Windows |
| 2005 | Battlefield 2: Special Forces             | Microsoft Windows |
| 2006 | Battlefield 2: Euro Force                 | Microsoft Windows |
| 2006 | Battlefield 2: Armored Fury               | Microsoft Windows |